# Celtic Crypt
Celtic Crypt ist eine Band aus Südwestfalen, die im Jahr 1987 gegründet wurde.

## Geschichte
Die Band begann als Schulband des Märkischen Gymnasiums Schwelm in Westfalen mit einem Mix aus Rockmusik mit prägnanten Folk-Einflüssen und englischsprachigem Gesang. Der erste bekannte Auftritt erfolgte 1989 ebenfalls in der Kreisstadt des Ennepe-Ruhr-Kreises.
Die Gründungsmitglieder sind Wolf-P. Daude (Bass), Stefan Hammermeister (Gitarre), Olaf Reinwald (Schlagzeug), Dirk Weuster (Keyboard) und Marc Sieper (Gesang).
Erste Beachtung fand „The Rebirth of a Celtic Dream“, ein Live-Musik-Konzept mit deutlich irischen Einflüssen, das die Reise eines zufällig ausgewählten Menschen in ein surrealistisches Parallel-Universum beschreibt. Mit Songtiteln wie „The Rebirth“, „Shepherd’s Song“ oder auch „When I Open Up My Eyes“ wurde der Grundstein für den späteren Erfolg gelegt. Mit dem Live-Konzept tourten Celtic Crypt zwischen 1989 und 1992 durch Deutschland. 1992 folgte die erste Studioproduktion „Innovation One“, eine EP mit den Songs „New Age“ und „The Night is Full of Fear“, die auch erstmals Beachtung im Rundfunk fand. Hier zeigte sich erstmals der eigenwillige Stilmix aus Indie, New Wave und Hardrock.
Auf der Höhe ihres ersten Erfolgs lösten sich Celtic Crypt auf und die Bandmitglieder verstreuten sich quer durch Deutschland, blieben jedoch musikalisch in anderen Formationen aktiv.

### Auszeit
Sänger und Texter Marc Sieper verfasste Mitte der 1990er Dracula „Das Musical“ (Hollysound Records, 1995), das zwei Jahre lang in Wetter an der Ruhr gespielt wurde. Ein Song aus dem Musical, „Wie weit darf man gehen?“ geht zurück auf einen nie veröffentlichten Song von Celtic Crypt.
Den größten Erfolg verzeichnete Sänger und Texter Sieper, als er 2006 mit seinem Text Dein Herz für die österreichische Band L’Âme Immortelle einen Hit in den deutschen Singlecharts landete.

### Reunion
2004 kam es zum Comeback der Band, 2005 wurde das Studio-Album „Wallenstein“ aufgenommen, das jedoch erst Ende 2007 veröffentlicht wurde. Das Album ist geprägt von Indie-, New-Wave- und Gothic-Rock-Einflüssen, mit teils experimentellen, surrealistischen und melancholischen Texten.
Seit 2008 ist mit Martin Prang ein zusätzlicher Musiker dabei, der die Band mit Akustik- und E-Gitarre unterstützt.

## Diskografie
- 1992: Innovation One (EP Kassette)
- 2007: Wallenstein (CD)